# Уолас, Крис
Крис Уолас (англ. Chris Walas, род. в 1955 г., Чикаго, штат Иллинойс, США) — американский мастер по созданию специального грима, постановщик спецэффектов и режиссёр, обладатель премии «Оскар» за лучший грим к фильму «Муха».

## Фильмография
Режиссёр
- 1989 — Муха 2
- 1990 — Байки из склепа (телесериал) (эпизод: «До самой смерти» / 'Til Death)
- 1992 — Бродяга

Специальный грим
- 1979 — Остров Амфибий (для американской версии)
- 1980 — Галаксина
- 1981 — Сканнеры
- 1981 — Пещерный человек
- 1981 — Индиана Джонс: В поисках утраченного ковчега
- 1984 — Гремлины
- 1985 — Враг мой
- 1988 — Поцелуй
- 1989 — Глубинная звезда номер 6
- 1990 — Байки из склепа (телесериал) (эпизод: «Замена» / The Switch)
- 1995 — Виртуозность
- 1995 — Шлюха
- 2002 — Тёмный рай

Спецэффекты
- 1978 —

## Награды и номинации
| Премия   | Год  | Категория          | Фильм      | Итог      |
| -------- | ---- | ------------------ | ---------- | --------- |
| «Оскар»  | 1987 | Лучший грим        | • Муха     | Награда   |
|          |      |                    |            |           |
| BAFTA    | 1988 | Лучшие спецэффекты | • Муха     | Номинация |
| BAFTA    | 1988 | Лучший грим        | • Муха     | Номинация |
|          |      |                    |            |           |
| «Сатурн» | 1985 | Лучшие спецэффекты | • Гремлины | Награда   |
| «Сатурн» | 1986 | Лучший грим        | • Враг мой | Номинация |
| «Сатурн» | 1987 | Лучший грим        | • Муха     | Награда   |